# Enderleinellus hondurensis
Enderleinellus hondurensis är en insektsart som beskrevs av Werneck 1948. Enderleinellus hondurensis ingår i släktet Enderleinellus och familjen ekorrlöss. Inga underarter finns listade i Catalogue of Life.